# Zarevic
Zarevic o zarevic' /ʦaˈrɛviʧ/ (in russo Царевич?, Carevič) è un termine russo usato per indicare il figlio di uno zar.

## Uso
In tempi antichi, il termine era stato attribuito ai discendenti dei khan (zar) di Kazan, Kasimov e Siberia, dopo che questi khanati furono annessi alla Rus'. Successivamente verrà così indicato solo il figlio maggiore dello zar ed erede al trono, mentre ai suoi fratelli più giovani sarà attribuito il titolo di granduca. Talvolta viene confuso con il termine cesarevič, che invece designava il legittimo erede o erede presuntivo al trono dell'Impero russo. 
La moglie di uno zarevic assumeva il titolo di zarevna.